# Pałeczka ropy błękitnej
Pałeczka ropy błękitnej (Pseudomonas aeruginosa) – Gram-ujemna bakteria o wymiarach 0,5-0,8 µm na 1,5-3,0 µm, żyjąca głównie w glebie i wodzie oraz na powierzchni roślin i rzadko na skórze zwierząt. Niekiedy można ją również wyizolować ze skóry ludzi o prawidłowej czynności układu odpornościowego (patrz niżej). Jedną z jej cech charakterystycznych jest zdolność do wytwarzania barwników.
Jest bakterią oportunistyczną (wywołującą zakażenie tylko u osób z obniżoną odpornością) zarówno dla ludzi jak i dla roślin, a także jednym z najważniejszych i najgroźniejszych drobnoustrojów powodujących zakażenia wewnątrzszpitalne. Zakażenie pałeczką ropy błękitnej stanowi szczególnie istotny problem u pacjentów chorujących na mukowiscydozę. Rozpoznanie stawia się na podstawie stwierdzenia obecności patogenów w trakcie hodowli. Leczenie zakażenia Pseudomonas aeruginosa jest trudne ze względu na dużą oporność tej bakterii na antybiotyki.
W 2000 roku zsekwencjonowano cały genom bakterii. Zawiera on 5570 genów i 6,3 do 6,6 miliona par zasad

## Właściwości
Pseudomonas aeruginosa jest Gram-ujemną bakterią o wymiarach 0,5-0,8 µm na 1,5-3,0 µm, żyjącą w glebie i wodzie, a także w organizmach ludzi i zwierząt, pierwotnie tlenową (może również rosnąć beztlenowo przy obecności NO3), ruchliwą (posiada jedną rzęskę umieszczoną biegunowo), nieprzetrwalnikującą, oksydazododatnią, niefermentującą laktozy, wydzielającą barwniki. Pałeczka nie upłynnia żelatyny, nie wytwarza indolu i β-galaktozydazy.
Optymalną temperaturą do wzrostu jest 37 °C, ale może również rosnąć w temp. do 42 °C.
Bakterie mogą tworzyć skomplikowane makrokolonie (biofilm) przyczepione do powierzchni albo bytować w formie wolnej jako jednokomórkowe organizmy (formy planktonowe).

## Nazewnictwo
Słowo pseudomonas znaczy „fałszywa jednostka”; z greckiego pseudēs (ψευδής – „fałszywy”) i monas (łac. monas, gr. μόνος – „pojedynczy”). Było używane na początku historii mikrobiologii jako określenie drobnoustroju. Aeruginosa to łaciński przymiotnik od słowa aerugo, grynszpan (korozja miedzi). Było to opisowe określenie turkusowego zabarwienia kultur bakteryjnych obserwowanych podczas hodowli.

### Synonimy
- Bacterium aeruginosum (Schroeter 1872)
- Bacterium aeruginosum (Cohn 1872)
- Micrococcus pyocyaneus (Zopf 1884)
- Bacillus aeruginosus (Schroeter 1872, Trevisan 1885)
- Bacillus pyocyaneus (Zopf 1884, Flügge 1886)
- Pseudomonas pyocyanea (Zopf 1884, Migula 1895)
- Bacterium pyocyaneum (Zopf 1884, Lehmann and Neumann 1896)
- Pseudomonas polycolor (Clara 1930)
- Pseudomonas vendrelli (nomen nudum 1938)

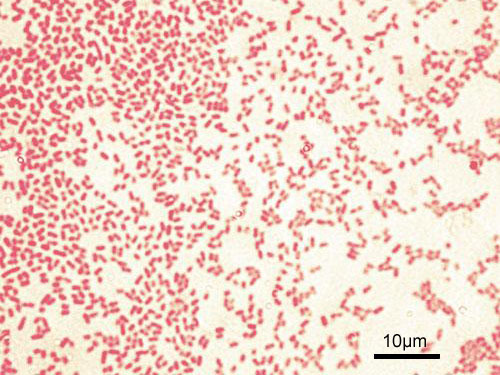
Obraz mikroskopowy Pseudomonas aeruginosa (barwienie metodą Grama)

## Epidemiologia
Bakteria w warunkach prawidłowych bytuje głównie w obrębie jamy nosowej. Wywołuje często zakażenia szpitalne. Według danych CDC Pseudomonas aeruginosa jest przyczyną 4 na 1000 przypadków zakażeń w amerykańskich szpitalach a sama bakteria znajduje się na czwartym miejscu najczęściej izolowanych patogenów (10,1% wszystkich posiewów).
Do czynników ryzyka rozwinięcia procesu chorobowego należą:
- choroby hematologiczne
- zaburzenia odporności (m.in. AIDS, pacjenci po transplantacji)
- mukowiscydoza[6]
- narkomania
- oparzenia
- obecność cewników dożylnych oraz rurek intubacyjnych
- pacjenci długo przebywający na Oddziałach Intensywnej Terapii
- nowotwory
- chemioterapia
- neutropenia
- cukrzyca

Zakażenie Pseudomonas aeruginosa bardzo często dotyczy pacjentów z mukowiscydozą. Stwierdza się je u 20% dzieci poniżej 1. roku życia, u 33% dzieci poniżej 3. roku życia i u 80-90% dorosłych.

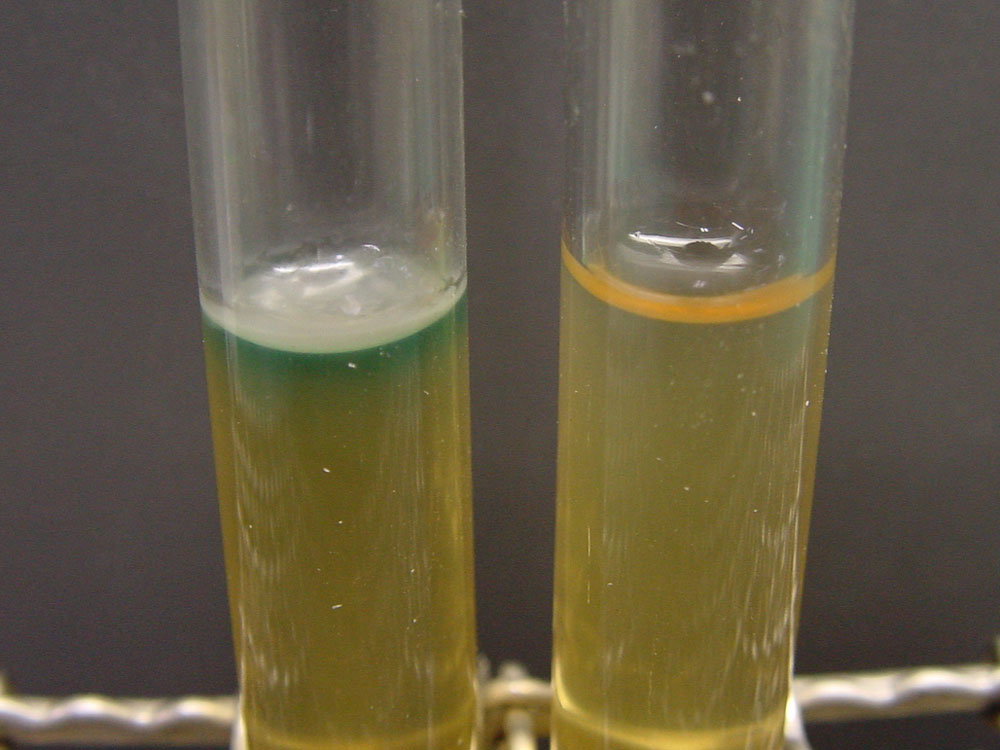
Piocyjanina

## Barwniki
Pseudomonas aeruginosa, podobnie jak i inne gatunki z rodzaju Pseudomonas, może produkować barwniki. Zdolność do wytwarzanie określonych barwników jest cechą gatunkową. Pałeczka ropy błękitnej wytwarza:
- piocyjaninę (1-hydroksy-5-metylofenazyna) – niebiesko-zielony barwnik obecny niekiedy w wydzielinach z miejsc zakażonych. Ma zdolność do katalizowania reakcji przechodzenia tlenu w rodniki ponadtlenkowe i nadtlenek wodoru, co powoduje zahamowanie wzrostu innych bakterii i warunkuje cytotoksyczność.

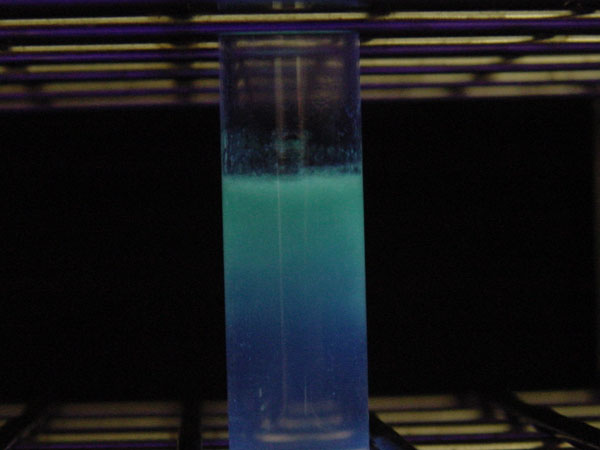
Fluoresceina

- fluoresceinę (zwaną także piowerdyną) – powoduje fluorescencję zieloną pod wpływem promieniowania ultrafioletowego. Rozpuszczalny w wodzie barwnik jest wydzielany do podłoża gdy brakuje w nim żelaza (działa jak siderofor).
- piorubinę – barwnik czerwony
- melaninę – barwnik brązowy

## Patogeneza

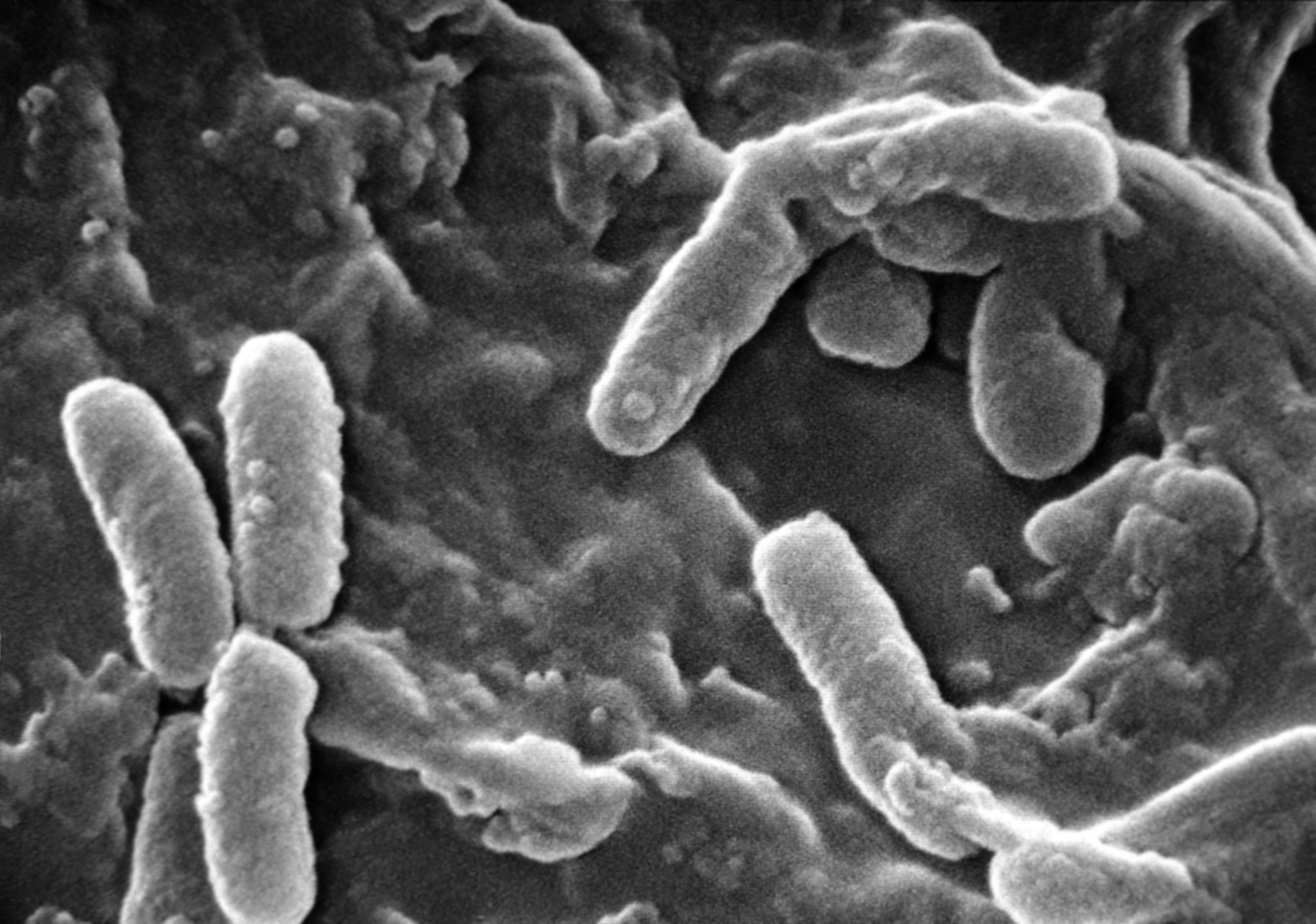
Pałeczka ropy błękitnej pod skaningowym mikroskopem elektronowym

Głównymi czynnikami chorobotwórczymi Pseudomonas aeruginosa są:
- otoczka alginianowa – zbudowana z kwasu mannuronowego i glukuronowego nadająca bakteriom wygląd śluzowo-połyskujący. Jest produkowana głównie przez szczepy wodne, ale znajdowano ją również u patogenów powodujących zapalenie płuc. Działa jako czynnik adhezyjny i antyfagocytarny. Część źródeł[5][6][8] nie uznaje warstwy śluzowej za otoczkę bakteryjną.
- pilina – istotna we wstępnej kolonizacji nabłonka
- adhezyny (niezwiązane z fimbriami) – jak wyżej
- hemolizyny – mogą niszczyć surfaktant powodując niedodmę
- proteazy – np. elastaza, trawią białka
- toksyny – m.in. lipopolisacharyd, enterotoksyna, egzotoksyna S (egzoenzym S), egzotoksyna A. Egzotoksyna A jest główną toksyną wydzielaną przez Pseudomonas. Jej działanie jest identyczne z toksyną błoniczą. Posiada aktywność transferazy ADP-rybozylowej. Unieczynnia czynnik wydłużający-2 (EF-2) powodując zahamowanie syntezy białek. Produkcja egzotoksyny A jest uzależniona od obecności żelaza. Egzotoksyna S jest produkowana przez bakterie rosnące w ranach oparzeniowych. Jej obecność we krwi stwierdza się jeszcze przed wystąpieniem bakteriemii.

Pseudomonas aeruginosa wytwarza oprócz piocyjaniny także inne substancje o działaniu antybiotycznym, tzw. substancje pio (pseudany), do których należy m.in. kwas piolipinowy wykazujący aktywność wobec Mycobacterium tuberculosis. Na skutek działania tych związków zahamowany zostaje wzrost innych drobnoustrojów ułatwiając w ten sposób namnażanie kolonii pałeczki ropy błękitnej.

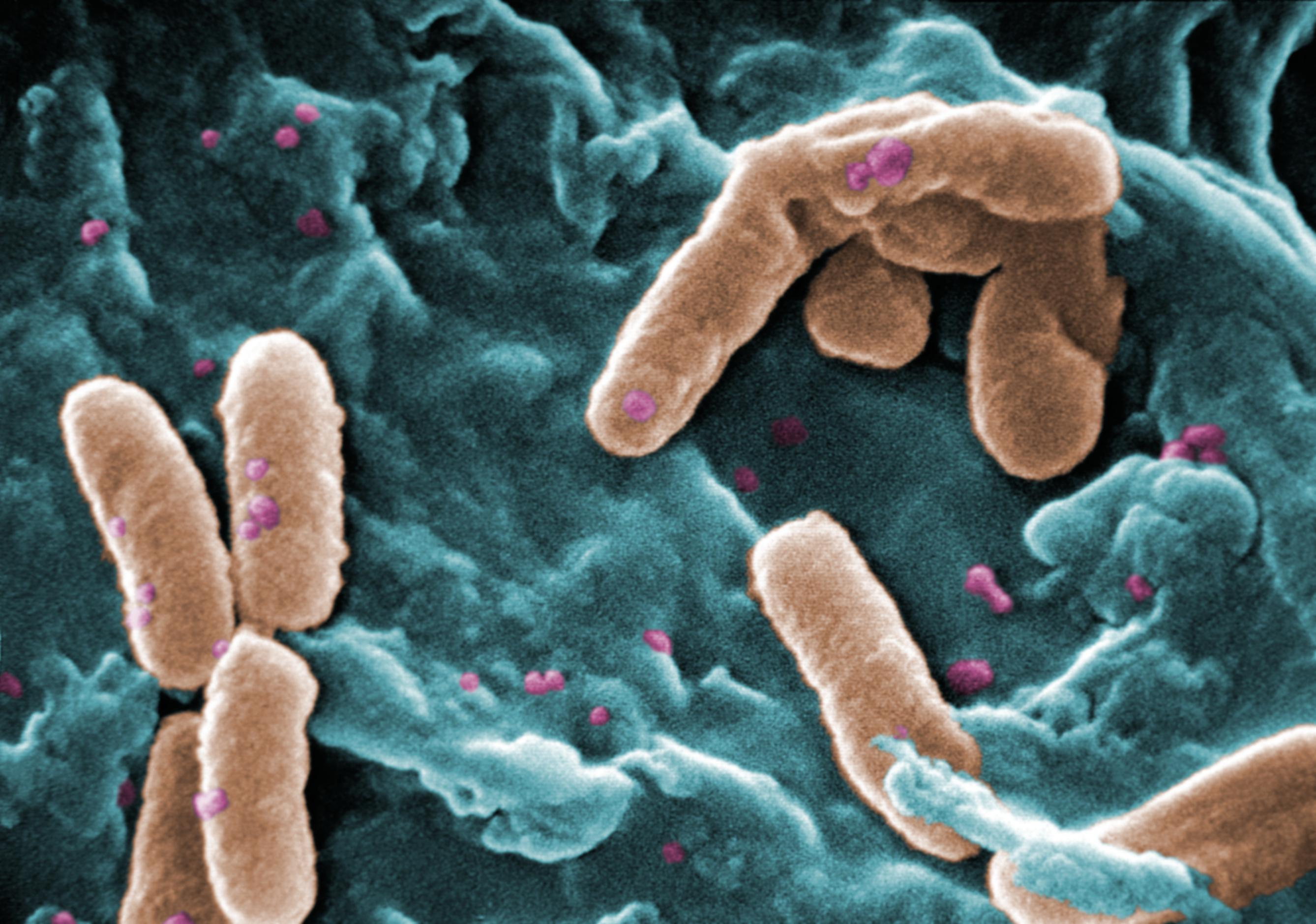
Pseudomonas aeruginosa pod mikroskopem elektronowym

Ostatnio odkryto gen bakterii (RetS), który warunkuje jej zdolność do wywołania ostrych infekcji. Szczepy posiadające ten gen nie są zdolne do tworzenia kolonii (biofilmu), co prowadzi do przewlekłych stanów zapalnych, ale z drugiej strony szybko wywołują ostre infekcje, szczególnie groźne u osób z upośledzoną odpornością.
Mechanizm infekcji Pseudomonas aeruginosa składa się z trzech etapów:
1. kolonizacji
2. inwazji
3. uogólnionego zakażenia.

Za kolonizację odpowiadają fimbrie bakteryjne, które przyczepiają się do galaktozowych, mannozowych i sjalowych receptorów zlokalizowanych na komórkach nabłonka, głównie w drogach oddechowych. Procesowi sprzyja wytwarzanie proteaz, które rozkładając fibronektynę, odsłaniają receptory. Uszkodzenia tkanek również zwiększają zdolność bakterii do kolonizacji. Serotypy wytwarzające otoczkę alginianową posiadają dodatkowe adhezyny, które przyłączają się do znajdujących się w drogach oddechowych mucyn. Alginian stanowi macierz dla biofilmu, który zakotwicza bakterie i chroni je przed niszczącym działaniem limfocytów, fagocytów i in. Prawdopodobnie również egzotoksyna S bierze udział w adhezji do glikolipidów komórek układu oddechowego.

W mechanizmie inwazji dużą rolę odgrywają proteazy – elastaza i proteaza alkaliczna. Elastaza rozkłada kolagen, IgG, IgA, dopełniacz, a także fibronektynę (odsłonięcie receptorów). Proteaza alkaliczna degraduje włóknik. Razem biorą udział w unieczynnianiu interferonu γ i TNF. Pseudomonas aeruginosa produkuje również trzy inne rozpuszczalne białka biorące udział w inwazji: cytotoksynę (leukocydyna) i 2 hemolizyny (fosfolipaza, lecytynaza). Za proces rozsiewu drogą krwionośną odpowiadają te same czynniki, które biorą udział w lokalnej infekcji. Lipid A, będący częścią lipopolisacharydu, warunkuje rozwój sepsy.

### Quorum sensing

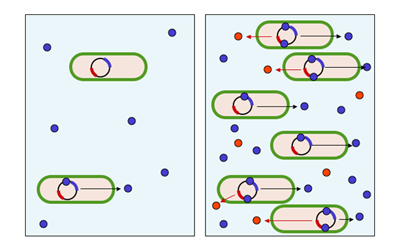
Schemat quorum sensing. (Po lewej) Przy niskim zagęszczeniu bakterii, stężenie autoinduktora (niebieskie kropki) jest względnie niskie, a produkcja substancji jest ograniczona. (Po prawej) Przy wysokim zagęszczeniu bakterii, stężenia autoinduktora jest wysokie, a substancje (czerwone kropki) są produkowane przez bakterie.

Ekspresja genów może być regulowana przez komunikację pomiędzy konkretnymi komórkami lub quorum sensing (QS) dokonywany przez produkcję małych cząsteczek zwanych autoinduktorami. Quorum sensing kontroluje ekspresję wielu czynników zjadliwości. Inną postacią regulacji ekspresji genów, która pozwala bakterii szybko adaptować się do zmian otoczenia jest sygnalizacja środowiskowa. Niedawne badania wykazały, że anaerobioza może znacząco wpłynąć na produkcję czynników zjadliwości Pseudomonas aeruginosa.

### Pseudomonas aeruginosa a mukowiscydoza
Zakażenie Pseudomonas aeruginosa stanowi poważny problem epidemiologiczny u pacjentów z mukowiscydozą. Mechanizm zwiększonej podatności pacjentów dotkniętych tą chorobą na infekcję pałeczkami ropy błękitnej nie jest do końca poznany. Postuluje się:
- zwiększone powinowactwo bakterii do zniszczonego na skutek działalności proteaz gospodarza[11] (w trakcie infekcji) komórek nabłonka oddechowego[12]
- zwiększone występowanie asjalogangliozydów na nabłonku dróg oddechowych powodujące zwiększoną adhezję Pseudomonas aeruginosa[13][14]
- upośledzenie miejscowych czynników obronnych w postaci defensyn (polipeptydów antybakteryjnych) na skutek wzrostu stężenia NaCl w warstwie pokrywającej nabłonek[15]
- zmutowane białko CFTR może pełnić funkcję receptorową dla Pseudomonas aeruginosa ułatwiając jego internalizację[16][17][18]

## Oporność
Bakteria jest naturalnie oporna na wiele antybiotyków i jest to związane ze względną nieprzepuszczalnością ściany i błony komórkowej. Naturalna oporność (z chemioterapeutyków których spektrum obejmuje bakterie Gram ujemne) obejmuje m.in. kotrimoksazol oraz wiele antybiotyków B-laktamowych.
Szczepy szpitalne mogą być oporne na większą liczbę leków dzięki plazmidom zawierającym geny oporności, które mogą być przekazywane między drobnoustrojami poprzez transdukcję i koniugację. Dotyczy to wytwarzania dużo większej ilości cefalosporynaz na skutek derepresji genu, wytwarzaniu karbapenemaz, syntezie pomp błonowych wypompowujących leki z wnętrza komórki (oporność wielolekowa na niskie stężenia leków) lub mutacji białek odpowiedzialnych za transport antybiotyku do komórek.
Część szczepów wytwarza enzymy typu PSE (Pseudomonas specific enzyme) o wąskim spektrum substratowym, rozkładający niektóre antybiotyki beta-laktamowe.

## Możliwe infekcje
Dotyczą głównie osób z upośledzoną na skutek różnych przyczyn odpornością.
- infekcje w obrębie ucha środkowego i zewnętrznego (ucho pływaka) u dzieci (mogą wystąpić u osób z prawidłową odpornością)
- u osób z osłabioną odpornością możliwe jest rozwinięcie bakteriemii z następową sepsą
- zakażenia ran, zwłaszcza oparzeniowych
- zakażenia układu oddechowego (zwłaszcza u pacjentów z mukowiscydozą i przewlekle mechanicznie wentylowanych)
- zakażenie wewnątrzbrzuszne u pacjentów po zabiegach chirurgicznych
- zapalenie wsierdzia prawostronne u narkomanów
- zapalenie opon mózgowo-rdzeniowych i ropień mózgu
- zakażenia układu moczowego
- zakażenia kości i stawów
- zakażenia gałki ocznej u pacjentów z soczewkami kontaktowymi. Pseudomonas aeruginosa jest jednym z najczęstszych patogenów wywołujących bakteryjne zapalenie rogówki.

## Rozpoznanie
Rozpoznanie stawia się na podstawie stwierdzenia obecności patogenów w trakcie hodowli. Pseudomonas aeruginosa dobrze rośnie na większości podłoży laboratoryjnych w zakresie temperatur 5–42 stopni. Zwykle stosuje się agar zwykły lub agar z krwią oraz podłoże MacConkeya, a do typowania biochemicznego, wskazanego przy diagnostyce szczepów nie wytwarzających barwników używane jest podłoże TTC. Hoduje się ją także na agarze z cetrymidem, gdzie wzrasta w postaci żółtozielonych kolonii. Jest identyfikowana na podstawie barwienia metodą Grama, niezdolności do fermentacji laktozy przy zachowanej zdolności do fermentacji glukozy i maltozy, dodatniej reakcji oksydazowej, zdolności do wzrostu w 42 °C oraz charakterystycznego zapachu (opisywanego jako zapach jaśminu, kredek świecowych, miodu lub mydła) spowodowanego związkami trójmetylaminy. Na agarze z krwią wywołuje hemolizę. Czasami badane jest wytwarzanie enzymu dwuhydrolazy argininy na podłożu Philipsa. Niekiedy pomocne w rozpoznaniu jest stwierdzenie fluorescencji.

## Leczenie
Leczenie jest trudne gdyż Pseudomonas aeruginosa jest oporna na większość antybiotyków. Wykazuje wrażliwość wobec:
- aminoglikozydów (gentamycyna, amikacyna, tobramycyna)
- fluorochinolonów (cyprofloksacyna i lewofloksacyna, lecz nie moksifloksacyna)
- cefalosporyn III i IV generacji (ceftazydym, cefoperazon, cefsulodyna, cefepim, cefpirom, lecz nie cefuroksym, ceftriakson, cefotaksim)
- ureidopenicylin (azlocylina, mezlocylina, piperacylina, tikarcylina, karbenicylina; P. aeruginosa jest oporna względem wszystkich innych penicylin, oprócz karboksypenicylin)
- karbapenemów (meropenem, imipenem, lecz nie ertapenem)
- karboksypenicylin (karbenicylina, karindacylina, karfecylina, tikracylina)
- polimyksyn (polimyksyna B i kolistyna)[23]
- monobaktamów (aztreonam).

Pałeczki nie są wrażliwe na standardowe środki odkażające. Letalnie na nie działają: niskie pH i wysuszanie.
Istnieją doniesienia o skuteczności galu w leczeniu zakażeń związanych z Pseudomonas aeruginosa. Bakterie pobierają go wskutek podobieństwa z żelazem, które jest im niezbędne w procesie syntezy DNA, mechanizmach obrony przed oksydacją oraz przekaźnikach elektronów. Gal jednak nie pełni tych roli biologicznych. Gal zabija bakterie zarówno wolnożyjące, jak i te w postaci biofilmu. Brak żelaza zapobiega także tworzeniu biofilmu.
Szczepy wielolekooporne mogą być wrażliwe wyłącznie na aztreonam oraz kolistynę (brak dotąd skutecznych mechanizmów oporności).

## Profilaktyka
Higiena, stosowanie odpowiednich środków odkażających.
Stosowanie szczepionki zawierającej zabite bakterie Pseudomonas aeruginosa (szczepionka Pseudovac® firmy Biomed). Wykorzystuje się ją pomocniczo w profilaktyce i leczeniu głównie u osób z ciężkimi oparzeniami, a także leczniczo w zakażeniach dróg oddechowych, ucha środkowego i układu moczowego. Jest ona szczepionką wieloważną przeciwko Pseudomonas aeruginosa (pałeczce ropy błękitnej). Szczepionka podana profilaktycznie i leczniczo stymuluje czynną odporność organizmu powodując wzrost przeciwciał anty Pseudomonas aeruginosa w surowicy. Podana bezpośrednio po urazie, zmniejsza ryzyko wystąpienia bakteriemii i posocznicy wywołanej przez Pseudomonas aeruginosa. Skuteczność szczepionki Pseudovac® firmy Biomed została potwierdzona badaniami.
Przez 10 lat trwały badania na temat szczepionki przeciwko pałeczce ropy błękitnej stosowanej u chorych na mukowiscydozę (szczepionka Aerugen® firmy Orphan Europe). Była to szczepionka skoniugowana przeciwko ośmiu najczęstszym serotypom bakteryjnym oraz przeciwko egzotoksynie A. Przez okres 10 lat podawano pacjentom placebo oraz szczepionkę. Nie stwierdzono istotnych statystycznie różnic wobec czego firma w 2006 roku postanowiła zakończyć badania.

## Zastosowanie
Istnieją doniesienia, że Pseudomonas aeruginosa można wykorzystać w celu oczyszczania gleby ze związków ropopochodnych. Wykazują one szybki wzrost w obecności ropy naftowej oraz wysoką tolerancję na rosnące stężenie substratu. Niektóre szczepy pałeczek ropy błękitnej są zdolne do rozkładu niektórych składników ropy naftowej, np.: n-alkanów.